# Nhóc tì của tiểu thư Jones
Nhóc tì của tiểu thư Jones (tựa gốc tiếng Anh: Bridget Jones's Baby) là phim điện ảnh hài lãng mạn năm 2016 do Sharon Maguire đạo diễn với kịch bản chắp bút bởi Helen Fielding, Dan Mazer và Emma Thompson, dựa trên các nhân vật hư cấu của Fielding. Đây là phim thứ ba trong nhượng quyền Bridget Jones và là phần tiếp nối của Bridget Jones: The Edge of Reason. Phim có sự tham gia của Renée Zellweger vai Bridget Jones, một cô gái mang bầu băn khoăn không biết Mark Darcy (Colin Firth đóng) hay Jack Qwant (Patrick Dempsey) là cha của đứa bé. Phim được khởi chiếu ở Việt Nam vào ngày 16 tháng 9 năm 2016, cùng lịch chiếu tại Anh Quốc và Hoa Kỳ.